# Dania na Mistrzostwach Świata w Lekkoatletyce 2013
Dania na Mistrzostwach Świata w Lekkoatletyce 2013 – reprezentacja Danii podczas mistrzostw świata w Moskwie liczyła 2 zawodników.

## Występy reprezentantów Danii

### Konkurencje biegowe
| Konkurencja            | Zawodnik               | Eliminacje | Eliminacje | Półfinał | Półfinał | Finał    | Finał   |
| Konkurencja            | Zawodnik               | Rezultat   | Pozycja    | Rezultat | Pozycja  | Rezultat | Pozycja |
| ---------------------- | ---------------------- | ---------- | ---------- | -------- | -------- | -------- | ------- |
| Bieg na 400 m mężczyzn | Nick Ekelund-Arenander | 45,45      | 18. Q      | 45,89    | 18.      | NQ       | NQ      |

### Konkurencje techniczne
| Konkurencja            | Zawodnik                 | Eliminacje | Eliminacje | Finał    | Finał   |
| Konkurencja            | Zawodnik                 | Rezultat   | Pozycja    | Rezultat | Pozycja |
| ---------------------- | ------------------------ | ---------- | ---------- | -------- | ------- |
| Skok o tyczce mężczyzn | Rasmus Wejnold Jorgensen | 5,25       | 31.        | NQ       | NQ      |